# Pierre Bovet

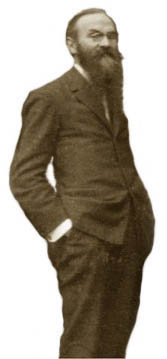
Pierre Bovet 1925

Pierre Bovet (* 5. Juni 1878 in Grandchamp bei Boudry; † 2. Dezember 1965 ebenda) war ein Schweizer Psychologe und Pädagoge an der Universität Genf. Er war in der Bewegung der Reformpädagogik engagiert.

## Leben und Wirken
Bovets Vater war Theologe und Professor in Neuchâtel. Pierre studierte in Neuchâtel und Genf bis zur Promotion 1902. Er heiratete die Französin Amy Babut (1878–1967) aus einer Pastorenfamilie. Ihr Sohn Daniel Bovet (1907–1992) erhielt 1957 den Nobelpreis für Medizin.
Zunächst wurde Pierre Bovet ab 1903 Gymnasiallehrer und darauf Hochschuldozent für Philosophie und Psychologie an der Akademie Neuchâtel (1907–1912). Dabei arbeitete er an einer pazifistischen Zeitschrift L’Essor 1906 mit. Auf Anfrage von Édouard Claparède ging er nach Genf, um das Institut Jean-Jacques Rousseau zu leiten, wo er bis 1944 blieb. Seit 1919 lehrte er zugleich an der Universität Genf. Er holte dorthin auch Jean Piaget, den er bei den Amici Naturae kennengelernt hatte. Mit Adolphe Ferrière und Claparède gründete er zusammen 1925 International Bureau of Education (IBE), das auch den Frieden erhalten wollte und das er von 1925 bis 1929 leitete. Er verfügte über viele internationale Kontakte, pflegte Esperanto und traf Gandhi in Indien 1938. Er selbst stand den Quäkern nahe. Bovet übersetzte Scouting for Boys von Lord Robert Baden-Powell und andere Pfadfinderbücher ins Französische.
Bovet sah im Respekt die Voraussetzung der Moral. Aus Furcht und Liebe entstanden bildet er die Basis, damit Weisungen als Regeln anerkannt werden. Die Summe der erhaltenen und akzeptierten Ge- und Verbote mache das Pflichtbewusstsein aus. Piaget entwickelte Bovets Theorie weiter.

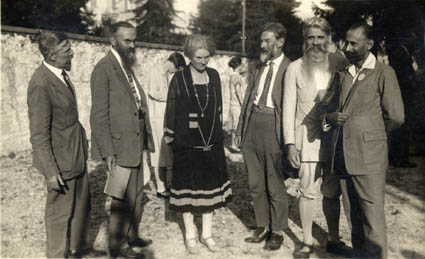
Beatrice Ensor mit, von links nach rechts, Ovide Decroly, Pierre Bovet, Édouard Claparède, Paul Geheeb und Adolphe Ferrière, auf einer Konferenz der „Ligue internationale pour l'éducation nouvelle“.

## Schriften (Auswahl)
- Le sentiment religieux et la psychologie de l’enfant, 1925
- Baden-Powells geniale Idee oder Von dem, was man im Pfadfindertum erblicken sollte, 1921
- L’Instinct Combatif: Psychologie, Éducation, 1917 ND 2019 ISBN 978-0243961597

## Einzelbelege
1. ↑  Richard Kohler: Piaget und die Erziehung. Abgerufen am 25. Mai 2020.
2. ↑  Richard Kohler: Piaget und die Pädagogik: eine historiographische Analyse. Julius Klinkhardt, 2009, ISBN 978-3-7815-1679-3 (google.de [abgerufen am 26. Mai 2020]).

| Personendaten    | Personendaten                     |
| ---------------- | --------------------------------- |
| NAME             | Bovet, Pierre                     |
| KURZBESCHREIBUNG | Schweizer Psychologe und Pädagoge |
| GEBURTSDATUM     | 5. Juni 1878                      |
| GEBURTSORT       | Grandchamp bei Boudry             |
| STERBEDATUM      | 2. Dezember 1965                  |
| STERBEORT        | Boudry                            |